# 新鶴羽車站
新鶴羽站（日语：／ Shin-tsuruba eki */?）是一位於日本熊本縣球磨郡多良木町大字多良木，由球磨川鐵道所經營、湯前線沿線的鐵路車站。
新鶴羽是國鐵湯前線轉換成球磨川鐵道時新設車站。根據所在地的地名，一般來說車站應是以「鶴羽」來命名，但因為設站當時已存在一位於四國旅客鐵道（JR四國）高德線沿線的鶴羽站，因此改命名為新鶴羽，且在日文中其「鶴羽」的讀音略有不同（本站的鶴羽發音為，但JR四國鶴羽站的發音卻是）。

## 車站構造
岸式1面1線供4節車廂停靠的地上站。無人站，設有候車室。沒有廁所。

## 車站週邊
周邊是田園地帶，散落著商店和住宅。
本站300公尺國道219號上有產交巴士鶴羽公車站。
- 國道219號 - 北側約300公尺。

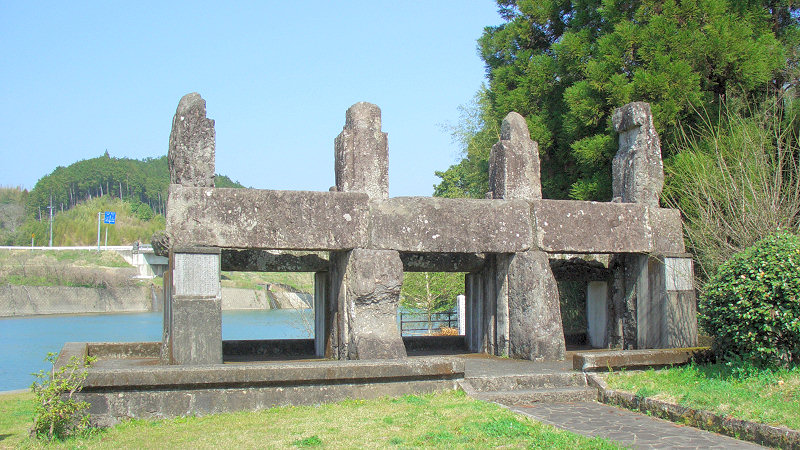
百太郎堰舊門

- 百太郎堰 - 北西約1公里。本站西側道路往北方。經過國道219號後再前進。

球磨川分開的農業用水路、百太郎溝的取水口。一般認為是鎌倉時代的農民所建造，百太郎只是代表傳遞當時造渠的辛苦。
- 水戶神社 - 鄰近百太郎堰。

祭拜百太郎神社。
- 百太郎公園 - 鄰近百太郎堰。

沿著球磨川的公園。1960年改建時保存百太郎溝舊門。
- 球磨川 - 北西約1公里。
- 百太郎橋 - 過球磨川橋。
- 九州自然步道 - 球磨川對岸。

## 歷史
- 1989年10月1日 - 湯前線交由球磨川鐵道營運時設立。

## 相鄰車站
球磨川鐵道
湯前線
東多良木－新鶴羽－湯前

## 關連項目
- 日本鐵路車站列表

## 外部連結
- 球磨川鐵道各站資訊 （页面存档备份，存于）（日語）